# 마쓰다이라 노부타다
마쓰다이라 노부타다(일본어: 松平信忠, 1486년 ~ 1531년 9월 8일)는 센고쿠 시대의 무장이다.
5대 당주 마쓰다이라 나가치카(법명은 도에츠(道閲))의 장남으로, 마쓰다이라 씨 제 6대 당주이며, 이에야스의 조부이자 7대 당주인 마쓰다이라 기요야스와 마쓰다이라 노부타카(松平信孝)의 아버지이다. 아명은 다케치요(竹千代), 통칭은 지로사부로(次郎三郎)다. 관위는 종오위하, 사쿄노스케(左京亮), 에치젠노카미(越前守), 사콘노쿠란도노스케(左近蔵人佐).
태어난 해에는 이설이 있는데, 일설에는 1484년(분메이 16년) 또는 1491년(엔토쿠 3년)에 태어났다고 한다.

## 생애
1506년(에이쇼 3년), 아버지의 은거에 의해 가독을 계승했다. 그러나 그의 우둔한 기량은 타국에 알려져 있었기 때문에 이웃 국 스루가의 이마가와 우지치카들의 업신여김을 받아, 같은 해 이마가와 군의 침공을 받았다. 암우한 무장이었던 탓에 군의 통솔이 되지 않아서 마쓰다이라 군은 연전연패를 거듭했다.
노부타다는 끝내 이마가와 우지치카의 미카와 침공을 격퇴했지만, 그의 암우한 성격은 당주에 어울리지 않아 가신의 노고를 위로하는 일이 적고, 그 때문에 마쓰다이라 일문의 사이에서도 분열과 항쟁이 계속되었다고 한다. 그로 인하여 노부타다는 일문과 중신들의 신뢰를 얻는 일이 드물었다. 또 아버지인 5대 당주 나가치카의, 노부타다의 아우인 노부사다(信定, 사쿠라이 마쓰다이라 가桜井松平家 초대 당주)에의 편애도 있어서 노부타다를 폐하고 노부사다를 옹립하려고 하는 움직임도 있었다고 한다.
이런 분위기는 결국 일문과 가로가 담합해서 청원을 올리게 되는데, 연판의 소장을 인정받기 위해 가로 사카이 쇼겐(酒井将監)이 대표가 되어 노부타다에게 제출했다고 하지만, 가신들과의 사이에서 혼란을 진정시키기 위한 아버지 나가치카의 지시에 의한 것이었다고도 한다.
1523년(다이에이 3년) 가신단으로부터의 청원을 받아들여, 아직 13세였던 장남 기요야스에게 가독을 양도하고 자신은 헤키카이 군 오하마(大浜)에 은거, 출가했다. 그러나 노부타다는 그 후에도 아버지 나가치카와 함께 기요야스의 후견인 역할을 계속했다고 한다. 노부타다는 1531년 9월 8일(교로쿠 4년 7월 27일), 46세로 오하마(일설에는 고후甲府)에서 죽었다고 한다. 묘는 다이쥬지(大樹寺)에 있다. 법호는 안서원전태고우천(安栖院殿泰考祐泉).
《미카와 이야기(三河物語)》에서는, 「자비로운 마음도 없고, 일문중(一門衆)도 분열한 상태가 되었다」라고 하는 어리석은 모습으로 끌어 내려질 정도의 암군이었다.